# Čáry
Čáry je naseljeno mjesto u okrugu Senica, Trnavský kraj, Slovačka. Naselje je 22 km udaljeno od Senice, glavnog grada okruga.

## Stanovništvo
| Godina:     | 1993. | 2003.   | 2013.   | 2023.   |
| ----------- | ----- | ------- | ------- | ------- |
| Broj ljudi: | 1172  | 1252    | 1273    | 1277    |
| Razlika:    |       | +6,82 % | +1,67 % | +0,31 % |

| Godina:     | 2022. | 2023.   |
| ----------- | ----- | ------- |
| Broj ljudi: | 1287  | 1277    |
| Razlika:    |       | -0,77 % |

Prema popisu stanovništva iz 2023. godine naselje je imalo 1277 stanovnika.

## Vanjske poveznice
|  | Zajednički poslužitelj ima još gradiva o temi Čáry |

- Službena stranica (sl.)